# 斯特鲁加
斯特魯加是北馬其頓共和國西南部斯特魯加市鎮内的城镇及行政中心，位于奧赫里德湖畔。2002年人口数量为16,559人，這裡人口數量最多的民族是馬其頓人，阿爾巴尼亞人也有很高比例。

## 外部連結
- 斯特魯加市鎮官方网站 （页面存档备份，存于）
- Points of interest in Struga （页面存档备份，存于）